# Röyksopp's Night Out
Röyksopp's Night Out is een livealbum van het Noorse duo Röyksopp. Het album werd uitgebracht op 21 maart 2006 op het platenlabel Wall of sound. Het genre is te beschrijven als electronic of dance. Röyksopp's Night Out is ook de titel van een nummer op hun debuutalbum Melody A.M..

## Tracklisting
1. What Else Is There? - 3:19
2. Only This Moment - 4:05
3. Remind Me - 3:48
4. Sparks - 5:10
5. Poor Leno - 5:24
6. Go Away - 5:36
7. Alpha Male - 8:03
8. Go with the Flow (Queens of the Stone Age Cover) - 3:13
9. Teppefall - 0:59